# Achille Oudinot
Pour les articles homonymes, voir Oudinot.
Achille Oudinot, né le 17 avril 1820 à Damigny et mort le 24 décembre 1891 à Paris, est un peintre paysagiste français.

## Biographie
Achille Oudinot est l'élève de Jean-Baptiste Camille Corot qui le chargea de le remplacer comme professeur de Berthe Morisot et sa sœur Edma, dont il a suivi les études artistiques.
Oudinot est le beau-père d'Hector Malot qui a épousé sa fille unique Marthe. Pendant la Commune, en 1871,  il accepta l'administration des musées du Louvre. (source dictionnaire Maitron)
Il a exposé au Salon de 1845 à 1876. Tout en fréquentant les peintres de Barbizon, il est surtout présent à Auvers-sur-Oise où son ami Charles-François Daubigny a fait construire une maison. Oudinot y installe également son atelier ainsi qu'un bateau-atelier.
Son tableau L'Automne en forêt de Sénart est conservé au musée des beaux-arts et de la dentelle d'Alençon. Certaines de ses œuvres sont localisées aux États-Unis où il a séjourné à Boston de 1876 à 1886. Un Paysage de Bretagne est conservé à l'Art Museum de Boise.